# Carnarviana
Carnarviana är ett släkte av insekter. Carnarviana ingår i familjen Nemopteridae.
Kladogram enligt Catalogue of Life:
| Carnarviana | \| \| Carnarviana cretata \| \| \| \| \| \| Carnarviana janthorum \| \| \| \| |
|             | \| \| Carnarviana cretata \| \| \| \| \| \| Carnarviana janthorum \| \| \| \| |
|             | Carnarviana cretata                                                           |
|             |                                                                               |
|             | Carnarviana janthorum                                                         |
|             |                                                                               |